# Sylvester kann verschwinden
Sylvester kann verschwinden ist ein deutscher Fernseh-Kinderfilm der Regisseurin Renée Verdan, der 1980 im ersten Programm der ARD ausgestrahlt wurde. Der in einer dystopischen nahen Zukunft spielende Film handelt von einer Gruppe Kinder, die versuchen, sich aus dem Korsett einer alles kontrollierenden Überwachungsgesellschaft zu befreien. Dabei erhalten sie Unterstützung von Sylvester, einem jungen ehemaligen Lehrer, der den Kindern beibringt, wie sie zumindest zeitweise dem Kontrollsystem entkommen können.

## Handlung
Das zehnjährige Mädchen Kirsa zieht mit seinen Eltern in eine moderne, grellbunte Stadt, in der alle Abläufe von einem automatisierten Kontrollsystem gesteuert werden. Während des Schulunterrichts, aber auch während der Mittagspause und in Außenbereichen werden die Kinder ständig durch Kopfhörer- und Lautsprecherdurchsagen indoktriniert. Am Nachmittag nach der Schule wird von den Kindern erwartet, dass sie an organisierten Freizeitprogrammen teilnehmen. Stattdessen verbringen Kirsa und ihre Klassenkameraden ihre Zeit unkontrolliert im öffentlichen Raum zwischen den Plattenbauten ihrer Sonnenscheinsiedlung. Als sie von uniformierten Aufpassern aufgegriffen werden, tritt ein junger Mann hinzu, der sich als „Freizeitprogrammierer“ vorstellt und die Kinder so vor Bestrafung bewahrt.
Der junge Mann, den die Kinder nur unter dem Namen Sylvester kennen, entwickelt sich zu ihrem Komplizen bei dem Versuch, der allgegenwärtigen Überwachung durch die Lautsprecher und Sensoren des Kontrollsystems zu entkommen. Er bringt ihnen eine Zeichensprache bei und zeigt ihnen, wie sie sich unsichtbar machen können, indem sie sich als Steine oder Büsche verkleiden. Gemeinsam sabotieren sie das Kontrollsystem durch Trommeln, Taschenspiegel und, indem sie in Zeitlupe laufen, was die Sensorik bzw. die Zeitbasis des Computers durcheinanderbringt. Einige Kinder manipulieren mit Hilfe eines Kassettenrekorders die Elektrik des Klassenzimmers, so dass während des Englischunterrichts im Sprachlabor Rockmusik aus den Kopfhörern ertönt. Das Verhalten der Kinder erweckt schließlich den Argwohn der Schulleiterin, als sie während des Zeichenunterrichts nicht die vorgegebenen geometrischen Formen nachzeichnen, sondern ihrer Kreativität freien Lauf lassen. Der Lehrerin Frau Krüger macht sie Vorhaltungen, die Kinder nicht mehr kontrollieren zu können oder zu wollen.
Nachdem Sylvester einige Zeit nicht mehr zu den gemeinsamen Treffen erscheint, verlernen die Kinder die Zeichensprache und wenden sich zunehmend den offiziellen Freizeitprogrammen zu. Kirsa aber befreundet sich eng mit Philipp, der Sylvester ursprünglich skeptisch gegenüberstand, doch nun von ihr die Zeichensprache erlernen will. Philipp lehrt Kirsa seinerseits Klavierspielen. Als schließlich auch Kirsa und Philipp einige Tage verschwunden bleiben, beschließen Frau Krüger und alle Kinder, sich auf die Suche nach ihnen zu machen. Unter dem Protest des Kontrollsystems verlassen sie das Schulgebäude und durchforsten die Gegend.
Die letzte Szene spielt wieder im Sprachlabor, nachdem Kirsa und Philipp sowie alle anderen Kinder wieder eingefangen und vermeintlich zur Raison gebracht wurden. Die Lehrerin Frau Krüger wurde entlassen, da sie sich zur Komplizin der Kinder gemacht hatte. Per Lautsprecherdurchsage wird den Kindern mitgeteilt, dass ein neuer Lehrer namens Jürgen Hensen eingestellt wurde, um sie zu ersetzen. Dieser stellt sich zur Begeisterung der Kinder als Sylvester heraus, der sogleich seine uniformartige Kleidung ablegt und beginnt, mit den Kindern in Zeichensprache zu kommunizieren.

## Veröffentlichung
Sylvester kann verschwinden wurde am 16. Januar 1980 zum ersten und einzigen Mal im ersten Programm der ARD gezeigt.

## Produktion
Bei dem Film wirkten die Mitglieder der Kindertheatergruppe „Randale Altona“ als Darsteller mit. Die Außenaufnahmen entstanden in der Lenzsiedlung im Hamburger Stadtteil Lokstedt. Als Schulgebäude diente sowohl für die Innen- als auch die Außenaufnahmen das Bildungszentrum Mümmelmannsberg im Stadtteil Billstedt. Die Bauten waren Mitte bzw. Anfang der 1970er Jahre entstanden und waren daher zum Zeitpunkt der Filmarbeiten Beispiele für moderne, aber nicht unbedingt erstrebenswerte, Wohn- bzw. Schularchitektur.